# بلاد الرب (فلم)
بلاد الله (بالإنجليزية: God's Own Country)، هو فيلم درامي إنجليزي من إنتاج 2017. تدور أحداث قصة الفيلم حول مزارع شاب يدعى "جوني ساكسبي"، والصحوة التي تحدث عندما يلتقي بـ (غورغي إيونسكو).
حاصل على عدة جوائز سينمائية حول العالم، وقال أحد النقاد لصحيفة لصحيفة الغارديان البريطانية، أن الفيلم هو أكثر الأفلام جاذبية، “ومن أجمل الأفلام التي رأيتها هذا العام”.

## القصة
المزارع الشاب جوني ساكسبي يعاني من الإحباط اليومي مع شرب الخمر والجنس العادي، حتى وصول عامل مهاجر روماني لموسم الحمل يشعل علاقة مكثفة تحدد جوني على طريق جديد.

## روابط خارجية
- مقالات تستعمل روابط فنية بلا صلة مع ويكي بيانات